# Panagiótis Mitarákis
Panagiótis Mitarákis (en grec moderne : Παναγιώτης Μηταράκης), couramment dénommé Nótis Mitarákis (Νότης Μηταράκης), né le 7 octobre 1972 à Athènes, est un homme politique grec.

## Biographie
Aux élections législatives grecques de janvier 2015, il est élu député au Parlement grec sur la liste de la Nouvelle Démocratie dans la circonscription de Chios.

### Ministre de l'Immigration et de l'Asile
Le 15 janvier 2020, il est nommé ministre de l'Immigration et de l'Asile par Kyriákos Mitsotákis à la suite de la création de ce nouveau portefeuille ministériel.
Le gouvernement décide de faire cerner les 25 camps de demandeurs d’asile du pays par des murs de béton hauts de trois mètres, officiellement pour assurer la sécurité des réfugiés. Les défenseurs des droits humains estiment en revanche que cette politique interdit toute intégration des réfugiés, en les privant de l'accès au travail et à la scolarisation des enfants. Notis Mitarachi rétorque qu'« en tant que pays de réception, la Grèce ne devrait pas participer à l’intégration des réfugiés ».
Dans son plan stratégique 2020-2021, le gouvernement prévoit de durcir cette politique d’isolement des réfugiés avec la construction d’une double barrière de barbelés, des sorties autorisées entre 8h et 20h et en nombre limité par semaine, un système de vidéosurveillance, des détecteurs de métaux à l’entrée et des drones survolant les camps.

### Ministre de la Protection du citoyen
Il devient ministre de la Protection du citoyen en juin 2023. Il démissionne le mois suivant officiellement pour « raisons personnelles » et officieusement pour être parti en vacances alors que le pays était frappé par des incendies de grande ampleur.